# Ленинск (Волгоградская область)
Ле́нинск — город районного подчинения (с 20 марта 1963 года) в Волгоградской области России, административный центр Ленинского района. Образует городское поселение город Ленинск.
Население — 13 391 чел. (2021).

## География
Город расположен на левом берегу реки Ахтуба (рукав Волги), в 49 км от г. Волжский.

## Климат
В Ленинске преобладает резко-континентальный климат. В целом на административной территории Волгоградской области аридный, то есть сухой климат, по данным атласа 1967 года нашей области к востоку и югу от озера Эльтон по линии кош Ильина Палласовского района — пос. Коммунар Ленинского района — и в 15 км к северу от пос Звездный Среднеахтубинского района — потом эта линия поворачивает на юго-запад и проходит по улице Оломоуцкой г. Волжский — в Светлоярском районе сухой климат обозначается к востоку от меридиана пос Цаца.
Зима умеренно-морозная. Средняя температура февраля составляет −6,8°С. Она длится около 3-х месяцев, с начала декабря до конца февраля—начала марта.
Лето достаточно тёплое и продолжительное, оно длится 4,5 месяца, с начала мая до середины сентября. Средняя температура июля составляет +23,4°С.

## История

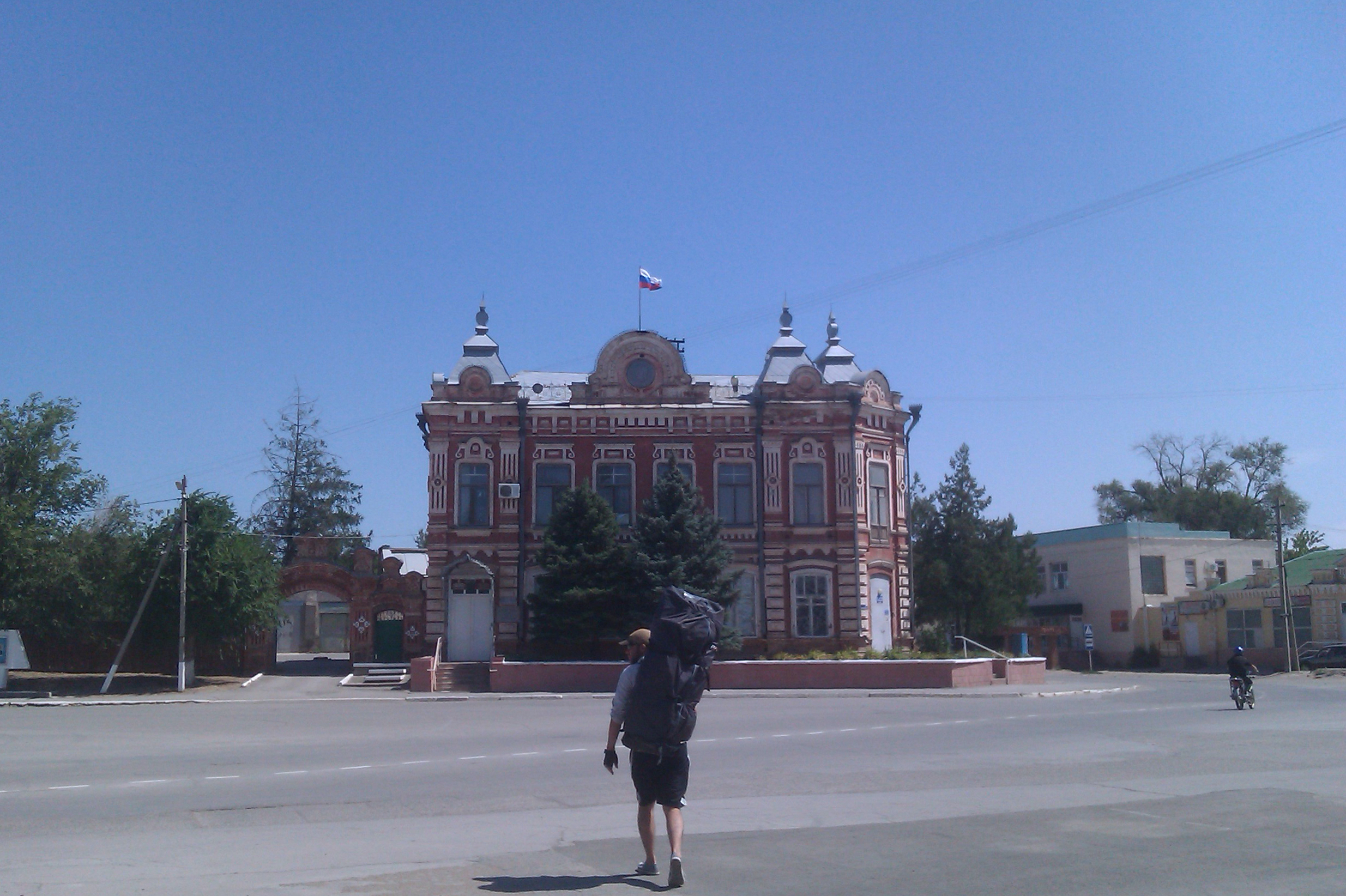
Дом купцов Конякиных, в котором располагается администрация города и краеведческий музей

Историческое прошлое города уходит в XVIII век, когда по указу Екатерины II в Заволжье было переселено 1300 крестьянских семейств из средней полосы России для работ, связанных с производством шёлковых тканей. Эти переселенцы положили начало селам Пришиб, Заплавное и т. д.
Датой основания села Пришиб (ныне г. Ленинск) Царицынской округи Астраханской губернии (не путать с селом того же названия Енотаевской округи на берегу реки Волга, основанном в 1770 году) считается 1773 год, а по другим данным 1776 год, а уже по 4-й ревизии 1783 года в селе проживало 500 душ мужского пола.
Село динамично развивалось. К началу Первой мировой войны население села превысило 25000 человек. Согласно Памятной книжке Астраханской губернии на 1914 год в селе Пришиб Царевского уезда проживало 12687 мужчин и 12693 женщины. Село являлось одним из крупнейших населённых пунктов уезда.
Название села Пришиб оставалось неизменным до 16 февраля 1919 года, когда после установления в крае Советской власти VIII уездный съезд Советов поставил: переименовать бывшее село Пришиб в Ленинск, а Царевский уезд в Ленинский и присоединить Ленинский уезд к Царицынской губернии, как к естественному центру, к которому давно тяготеет население.

### Годы Великой Отечественной войны
В годы Великой Отечественной войны в Ленинском районе не велись бои, но война дошла и до этого края. В 1942 году, когда немцы подошли к Сталинграду, город стал прифронтовым районом концентрации боевых резервов, важной военно-продовольственной базой сражающегося Сталинграда.
В кратчайшие сроки была построена железная дорога «Владимировка—Сталинград», связавшая Заволжский край с веткой «Саратов—Астрахань». С помощью этой дороги обеспечивался кратчайшим путём подвоз войсковых частей, техники, боеприпасов, продовольствия в Сталинград. В 1942 году в Ленинске размещались 24 эвакогоспиталя, в которых получали медицинскую помощь более 15 тыс. чел. Через эвакопункты города прошло 250 тыс. чел. Многие осиротевшие дети нашли новые семьи в Ленинске.
Среди воевавших на фронте жителей Ленинска и района восемь человек удостоены звания Героя Советского Союза.

## Население
| 1877 | 1920  | 1926  | 1939 |
| ---- | ----- | ----- | ---- |
| 8254 | 11900 | 14809 | 8525 |

| 1859    | 1897    | 1900    | 1904    | 1908    | 1911    | 1914    | 1959    | 1970    | 1979    | 1989    | 1996    |
| ------- | ------- | ------- | ------- | ------- | ------- | ------- | ------- | ------- | ------- | ------- | ------- |
| 7444    | ↗13 966 | ↗19 007 | ↗20 372 | ↗22 225 | ↗23 356 | ↗25 380 | ↘11 361 | ↗12 062 | ↗12 259 | ↗13 110 | ↗13 900 |
| 1998    | 2000    | 2001    | 2002    | 2005    | 2006    | 2007    | 2008    | 2009    | 2010    | 2011    | 2012    |
| ↗14 100 | ↗14 200 | →14 200 | ↗14 866 | ↗15 000 | ↗15 100 | ↗15 300 | ↗15 400 | ↗15 473 | ↗15 504 | ↘15 500 | ↗15 519 |
| 2013    | 2014    | 2015    | 2016    | 2017    | 2018    | 2019    | 2020    | 2021    |         |         |         |
| ↘15 473 | ↘15 403 | ↗15 426 | ↘15 353 | ↘15 149 | ↘15 064 | ↘14 626 | ↘14 370 | ↘13 391 |         |         |         |

На 1 января 2025 года по численности населения город находился на 834-м месте из 1124 городов Российской Федерации.

## Местное самоуправление
Структуру органов местного самоуправления городского поселения г. Ленинск составляют:
- Совет депутатов городского поселения г. Ленинск,
- глава городского поселения г. Ленинск,
- администрация городского поселения г. Ленинск.

Глава городского поселения — Семенков Даниил Александрович.
Председатель Совета депутатов — Чурзина Ирина Михайловна.

## Экономика
Экономика района базируется на производстве сельскохозяйственной продукции: овощей, зерновых и т. д. Район находится в зоне рискованного земледелия, поэтому высокие урожаи зерновых крайне редки.
Промышленность представлена такими предприятиями, как элеватор, пекарня и типография. Предприятия города: МП «Оптимист», АК 1726, районный узел связи с почтовым отделением и другие — осуществляют оказание услуг населению. В городе есть гостиница.
В районе работают 3 средние школы, 5 детских садов, школа-интернат для слабослышащих детей, ПУ-47. Действуют подростковый клуб, Дом детского творчества, РДК «Октябрь» (500 мест), детская музыкальная школа. В 1990 году построен новый больничный комплекс на 300 коек с поликлиническим корпусом.